# Маргарита де Фуа-Кандаль
Маргарита де Фуа-Кандаль (фр. Marguerite de Foix-Candale; 1567 — 1593) — графиня Астарака, Кандаля и Беножа с 1572 года, капталесса де Бюш с 1587 года. Герцогиня д’Эпернон (по мужу). Последняя представительница рода Фуа-Кандаль. Последняя графиня Астарака.
Дочь и наследница Анри, графа де Фуа-Кандаль. Наследница двоюродного дяди — Франсуа де Фуа, епископа Эры, передавшего ей в 1587 году капталат Бюш.
Заставила стать монахиней свою сестру Франсуазу (по другим данным, инициатором был муж Маргариты).

## Семья
В 1587 году (23 августа) вышла замуж за Жана-Луи де Ногаре, маркиза де Ла-Валетта, герцога д’Эпернона.
Дети:
- Анри, герцог де Фуа-Кандаль (1591—1639),
- Бернар, герцог д’Эпернон (1592—1661),
- Луи де Ногаре де Ла Валетт, кардинал де Ла Валетт (1593—1639).

Умерла 23 сентября 1593 года в Ангулеме в возрасте 26 лет.
Маргарита де Фуа-Кандаль — последняя графиня Астарака: ни её муж, ни их сыновья с этим титулом не упоминаются.